# Carmen (Band)
Carmen war eine amerikanisch-englische Rockband der 1970er Jahre.

## Geschichte
Die Musik von Carmen ist dem Progressive Rock zuzuordnen und greift in einigen Kompositionen auf Elemente des Flamenco zurück. Bei ihren Live-Shows zeigte die Band auch Flamenco-Tanzeinlagen.
Die Band veröffentlichte zwischen 1973 und 1976 drei von Tony Visconti produzierte Alben. Als Vorgruppe von Santana, Blue Öyster Cult, Electric Light Orchestra und Jethro Tull erreichte Carmen ein größeres Konzert-Publikum. Noch vor der Veröffentlichung ihres dritten Albums The Gypsies löste sich die Band allerdings auf.

## Diskografie

### Studioalben
- 1973: Fandangos in Space
- 1975: Dancing on a Cold Wind
- 1976: The Gypsies